# Majerhold Antal
Majerhold Antal, Mayerhold (Pest, 1783. július 25. – Szatmár, 1866. szeptember 5.) szatmári apát-kanonok.

## Élete
A gimnáziumot Szatmárt, a teológiát Egerben végezte. 1806-ban szenteltetett fel miséspapnak; segédlelkész volt Majtényban, Erdődön, Munkácson hat évig; azután Schönbornban plébános nyolc évig; 1818-tól Rónaszéken (Bereg megye). Beret- és Máramaros megyék táblabírája, majd a szatmári gimnázium tanára és 1843-tól 1859-ig igazgatója volt, 1842-ben apát-kanonok lett. Zsinati vizsgáló és szentszéki ülnök is volt.

## Műve
- Egyházi beszéd, melyet a máramaros-szigeti kegyes iskoláktúl 1830. jún. 13. tartatott százados ünnepén mondott. Pest, 1830.

Mint gimnáziumi igazgató (1853. és 1854-ben) adatokat írt a gimnázium történetéhez.